# Сосны (резиденция)
Сосны — резиденция президента России, состоящая из комплекса коттеджей и расположенная в 30 минутах езды от города Красноярска на живописном берегу реки Енисей.

## История
- В резиденции в разное время отдыхали Михаил Горбачёв, Борис Ельцин. Один из домов резиденции принадлежал Александру Лебедю[2].
- В 1997 году здесь проводилась встреча президента России Бориса Ельцина и премьер министра Японии Рютаро Хасимото[2].

## Описание комплекса
- Комплекс состоит из нескольких коттеджей. Главный блок включает два корпуса и расположен вдали от основных зданий комплекса. Оба корпуса имеют спальни, холлы, бассейны, кабинеты и большую столовую.
- В 1997 году большой двухэтажный комплекс был реконструирован и покрыт мрамором из Хакасии. Была выстроена большая комфортабельная русская баня. У местного колхоза было выкуплено морковное поле, на котором основали вертолётную площадку.